# 김봉영
김봉영(생년 미상 ~ )은 조선민주주의인민공화국의 정치인이다. 함경남도 인민위원회 위원장이다.

## 경력
함흥시 화학공업대학 청년동맹 위원장을 거쳐 2016년 전광호 후임으로 함경남도 인민위원회 위원장에 임명되었다. 2019년 4월에 개최된 조선노동당 중앙위원회 제7기 제4차 전원회의를 통해 당 중앙위원회 후보위원으로 선출되었다.